# Turn-Weltmeisterschaften 2018
Die 48. Turn-Weltmeisterschaften im Kunstturnen finden vom 25. Oktober bis zum 3. November 2018 in der katarischen Hauptstadt Doha statt. Die Titelkämpfe wurden zum ersten Mal an das Emirat vergeben. Der Austragungsort wird der 15.500 Zuschauer fassende Aspire Dome sein. Am 10. Mai 2014 erhielt Katar vom Weltverband FIG den Zuschlag für die Welttitelkämpfe im Turnen.
Erstmals soll bei der Weltmeisterschaft der Videobeweis zum Einsatz kommen. Dies kündigte Morinari Watanabe, Präsident des Weltverbandes FIG, im Oktober 2017 an.

## Medaillen

### Medaillenspiegel
| Platz  | Land                   | Gold | Silber | Bronze | Gesamt |
| ------ | ---------------------- | ---- | ------ | ------ | ------ |
| 1      | Vereinigte Staaten     | 4    | 2      | 3      | 9      |
| 2      | Volksrepublik China    | 4    | 1      | 1      | 6      |
| 3      | Russland               | 2    | 3      | 2      | 7      |
| 4      | Belgien                | 1    | 0      | 0      | 1      |
| 4      | Niederlande            | 1    | 0      | 0      | 1      |
| 4      | Nordkorea              | 1    | 0      | 0      | 1      |
| 4      | Griechenland           | 1    | 0      | 0      | 1      |
| 8      | Japan                  | 0    | 3      | 3      | 6      |
| 9      | Kanada                 | 0    | 2      | 0      | 2      |
| 10     | Vereinigtes Königreich | 0    | 1      | 0      | 1      |
| 10     | Ukraine                | 0    | 1      | 0      | 1      |
| 10     | Brasilien              | 0    | 1      | 0      | 1      |
| 13     | Chinesisch Taipeh      | 0    | 0      | 1      | 1      |
| 13     | Deutschland            | 0    | 0      | 1      | 1      |
| 13     | Mexiko                 | 0    | 0      | 1      | 1      |
| 13     | Italien                | 0    | 0      | 1      | 1      |
| 13     | Philippinen            | 0    | 0      | 1      | 1      |
| Gesamt | Gesamt                 | 14   | 14     | 14     | 42     |

### Medaillengewinner
| Disziplin       | Gold                   | Silber               | Bronze                     |
| --------------- | ---------------------- | -------------------- | -------------------------- |
| Männer          |                        |                      |                            |
| Einzelmehrkampf | Artur Dalaloyan        | Xiao Ruoteng         | Nikita Nagorny             |
| Teammehrkampf   | Volksrepublik China    | Russland             | Japan                      |
| Bodenturnen     | Artur Dalaloyan        | Kenzō Shirai         | Carlos Edriel Yulo         |
| Seitpferd       | Xiao Ruoteng           | Max Whitlock         | Lee Chih-kai               |
| Ringe           | Eleftherios Petrounias | Arthur Zanetti       | Marco Lodadio              |
| Sprung          | Ri Se-gwang            | Artur Dalaloyan      | Kenzō Shirai               |
| Barren          | Zou Jingyuan           | Oleh Wernjajew       | Artur Dalaloyan            |
| Reck            | Epke Zonderland        | Kōhei Uchimura       | Samuel Mikulak             |
| Frauen          |                        |                      |                            |
| Einzelmehrkampf | Simone Biles           | Mai Murakami         | Morgan Hurd                |
| Teammehrkampf   | Vereinigte Staaten     | Russland             | Volksrepublik China        |
| Sprung          | Simone Biles           | Shallon Olsen        | Alexa Citali Moreno Medina |
| Stufenbarren    | Nina Derwael           | Simone Biles         | Elisabeth Seitz            |
| Schwebebalken   | Liu Tingting           | Anne-Marie Padurariu | Simone Biles               |
| Bodenturnen     | Simone Biles           | Morgan Hurd          | Mai Murakami               |